# Érdi Tamás
Érdi Tamás (Budapest, 1979. november 23. –) Liszt Ferenc-díjas zongoraművész.

„Én csak írni tudok, de Tamás ujjaival az Isten üzen.”

– Szabó Magda

## Életpályája
Koraszülöttként jött a világra Budapesten, szülei Érdi Sándor és É. Szabó Márta televíziós szerkesztők. Látását egy hibás inkubátorkezelés miatt vesztette el. 5 éves volt, mikor zongorázni kezdett, s csakhamar felfigyeltek rá. Becht Erika, Kollár Zsuzsa és Eckhardt Gábor tanítja mindmáig egy úgynevezett "strukturális" módszerrel, melynek lényege, hogy tulajdonképpen újrakomponáltatják vele a darabokat. Több zongoradarabot és 12 versenyművet tud eljátszani.
Nyolcévesen lépett fel első ízben a Pesti Vigadóban, 1993-ban már a Louis Braille Nemzetközi Zongoraverseny második helyezettje lett Moszkvában. 1995-ben a korcsoport legfiatalabb versenyzőjeként első lett. 15 évesen játszotta el Vásáry Tamás vezényletével Mozart A-dúr zongoraversenyét a Budapesti Tavaszi Fesztiválon. Még ugyanebben az évben előadta a d-moll zongoraversenyt, és a D-dúr koncertrondót.
1994-ben felvételt nyert a Bécsi Zeneakadémiára, Joó Imola tanította. Rico Saccani, Uri Mayer, és Vásáry Tamás karmesterei ajánlották, hogy Kanadában folytassa tanulmányait. Elnyerte a Torontói Royal Conservatory of Music Art Diploma ösztöndíját annak Solo Programjára, majd Leon Fleisher, Jenny Regehr és Marc Durand tanítványa lett. 2002-ben kapta meg művész diplomáját, azóta állandó résztvevője Rév Lívia zongoraművész párizsi mesterkurzusainak.
Tanulmányai mellett a világ számos pontján adott koncerteket, szólóestjei voltak többek között Budapesten, Kolozsvárott, Bejrútban, Kuvaitban, Bangkokban, Buffaloban, New Yorkban, Chicagóban és Torontóban. Játszott az Izlandi Szimfonikusokkal, valamint a Budapesti Filharmonikusokkal is Rico Saccani vezényletével, Chopin, Weber és Mozart zongoraversenyeit adta elő. A Liszt Ferenc Kamarazenekarral Mozart és Bach zongoraversenyeket adott elő Németországban, játszott a Solti Zenekarral, a Weiner Szász Kamaraszimfonikusokkal, a Győri Szimfonikusokkal és a Vienna Mozart Orchestrával. Floridában és a New York-i Lincoln Centerben átütő sikert könyvelt el venezuelai Manuel Hernandez-Silva dirigálásával, legalább kétezer ember tapsolt neki állva, akárcsak a torontói szimfonikusokkal adott koncertjén Torontóban Barry Wordsworth karmester vezényletével. A koncertsorozatokból lemezek is születtek, melyeket Kanadában kiadtak és terjesztettek.
Élő koncertfelvételen készült Schubert szóló CD-je 2003-ban látott napvilágot, 2004-ben pedig kiadták Chopin szóló CD-jét is.
2005 februárjában fellépett a Művészetek Palotájában, nagy sikerű koncertje, melyet DVD-n is kiadtak, egyben a Palota első komolyzenei lemeze.
2006-ban jelent meg újabb szólólemeze, melyen Bartók és Liszt műveket játszott, illetve mindkét Mozart CD-je.
Magyarországon gyakorlatilag minden szimfonikus zenekarral fellépett. 2007-ben Pécsett a Pannon Filharmonikusokkal játszott Chopin zongoraversenyt, melyre Kocsis Zoltán kérte fel, Budapesten pedig Mozart d-moll zongoraversenyét adta elő a Nemzeti Filharmonikusokkal közösen.
2008-ban elnyerte a Junior Prima díjat, mely a 30 év alatti tehetsége fiataloknak jár. 2008 decemberében koncertezett a New York-i ENSZ Palotában a Fogyatékosok Nemzetközi Világnapján.
Eddig a világ 23 országában lépett fel.

## Hanghordozók
- Franz Schubert: Four Impromptus Op. 90 D 899 / Sonata in A minor Op. Posth. 143 D 784 / Klavierstücke D 946 Nos 1 & 3 (Hungaroton HCD 32184, 2002)
- Érdi Tamás és barátai három földrészről (DVD)
- Chopin CD (Hungaroton)

## Díjai, elismerései
- 2003 – Gundel művészeti díj
- 2007 – Budapestért díj[2]
- 2008 – Junior Prima díj
- 2010 – Prima Primissima díj
- 2012 – A Magyar Érdemrend lovagkeresztje /polgári tagozat/
- 2019 – Liszt Ferenc-díj

## Hang és kép
- Vallomás
- Koncert előzetes